# Финдюкевич, Сергей Анатольевич
Серге́й Анато́льевич Финдюке́вич (28 августа 1985, Петриков) — белорусский гребец-байдарочник, выступал за сборную Белоруссии во второй половине 2000-х годов. Серебряный призёр чемпионатов Европы и мира, многократный победитель республиканских и молодёжных регат. На соревнованиях представлял Гомельскую область, мастер спорта международного класса.

## Биография
Сергей Финдюкевич родился 28 августа 1985 года в городе Петрикове, Гомельская область. Активно заниматься греблей на байдарке начал в раннем детстве, проходил подготовку в гомельской специализированной детско-юношеской школе олимпийского резерва и в гомельской областной школе высшего спортивного мастерства, в разное время тренировался у таких специалистов как Н. А. Бобрус и М. Н. Шантарович. Состоял в спортивном клубе Федерации профсоюзов Беларуси и в спортивном клубе Вооружённых сил.
По юниорам уже с 2006 года стал попадать в число призёров различных международных регат, так, на молодёжном чемпионате Европы в Афинах добыл сразу две золотые медали: в четвёрках на пятистах и тысяче метров. Тогда же дебютировал на этапах Кубка мира, в частности, на этапе в польской Познани получил награду серебряного достоинства, выигранную в полукилометровой гонке четвёрок.
На взрослом международном уровне впервые заявил о себе в сезоне 2007 года, когда попал в основной состав белорусской национальной сборной и благодаря череде удачных выступлений удостоился права защищать честь страны на чемпионате Европы в испанском городе Понтеведра. Вместе с экипажем, куда также вошли гребцы Денис Жигадло, Станислав Стрельченко и Руслан Бичан, занял на дистанции 500 метров второе место, уступив лишь сборной Словакии, и завоевал тем самым серебряную медаль. Позже в той же дисциплине с той же командой выступил на первенстве мира в немецком Дуйсбурге, где снова уступил словацкому экипажу и пришёл к финишу вторым, получив серебряную награду.
Впоследствии Финдюкевич состоял в сборной Белоруссии ещё в течение нескольких лет, продолжал участвовать в крупнейших международных регатах, однако больших достижений уже не добился. В 2008 году на чемпионате мира среди студентов в сербском Белграде добавил в послужной список две золотые медали, выигранные в четвёрках на пятистах и тысяче метров. На взрослом чемпионате мира 2009 года в немецком Бранденбурге на тысяче метров финишировал девятым в двойках и пятым в четвёрках. На мировом первенстве 2010 года тоже не смог попасть в число призёров, в двойках в паре с Виталием Бялко на тысяче метров показал восьмое время, и вскоре после этих соревнований принял решение завершишь карьеру профессионального спортсмена.
Имеет высшее образование, окончил Мозырский государственный педагогический университет имени И. П. Шамякина, где обучался на факультете физической культуры. За выдающиеся спортивные достижения удостоен звания мастера спорта международного класса. Ныне вместе с семьёй проживает в городе Мозырь.